# Ermita de Albalate
La Ermita de Albalate es una Ermita situada en el término municipal de Luzaga, dentro del enclave conocido como Albalate, que en el pasado albergaba las imágenes de San Roque (entre el 2 de febrero y el 15 de agosto) y San Blas (entre el 15 de agosto y el 2 de febrero), y a donde se acude en procesión desde la villa para cambiar un santo por otro, de forma que el titular de cada fiesta se encuentre en la iglesia parroquial en el momento de su festividad. Además, acoge las celebraciones eucarísticas del día de la Bajada de Albalate, romería popular que se celebra el sábado posterior al jueves de la Ascensión.